# شهرک دانیال شوش
شهرک دانیال شوش، شهرکی از توابع بخش مرکزی شهرستان شوش در استان خوزستان ایران است. ساکنان آن عرب زبان و لر زبان و از طوایف  سواری دیناروند، دورقی، چنانی ، سلامات ، دیلمی ، فاضلی ونبگان... هستند.

## جمعیت
این روستا در دهستان حسین‌آباد (شوش) قرار دارد و براساس سرشماری مرکز آمار ایران در سال ۱۳۸۵، جمعیت آن ۲٬۴۱۲ نفر (۴۷۸خانوار) بوده‌است.